# الزبير بن بكار
أبو عبد الله الزبير بن بكر بن بكار الأسدي القرشي من نسل عبد الله بن الزبير، ولد في المدينة المنورة سنة 172هـ من مشاهير العلماء والأدباء في العصر العباسي، وحامل علم المدائني في التاريخ، كان حافظاً عالماً بالأنساب وأخبار الرجال المتقدمين، ولاسيما أخبار أهل الحجاز، وكان مؤدب ولد محمد بن طاهر بن عبد الله حيناً، توفي وهو قاضٍ بمكة سنة 256هـ، وقيل سنة (258هـ)، وعمره أربع وثمانون سنة.

## مؤلفاته
عدّ له ابن النديم 31 كتاباً، بعضها في التاريخ وبعضها في الأدب، من أشهرها :
- جمهرة أنساب قريش وأخبارها (مطبوع)
- كتاب الموفقيات (مطبوع)
- أخبار العرب وأيامها ، (مطبوع) بتحقيق سامي مكي العاني.

## من شعره
وقوله: